# 그랑포르구

그랑포르 구

그랑포르구(Grand Port District)는 모리셔스 남동부에 위치한 구로, 행정 중심지는 로즈벨(Rose-Belle)이며 면적은 259km2, 인구는 106,665명(2000년 기준)이다. 모리셔스에서 하나밖에 없는 공항인 플랭 마니앙 공항이 있다.